# Winthemia intermedia
Winthemia intermedia är en tvåvingeart som beskrevs av Henry J. Reinhard 1931. Winthemia intermedia ingår i släktet Winthemia och familjen parasitflugor. Inga underarter finns listade i Catalogue of Life.